# Puzzle Bobble
Puzzle Bobble (パズルボブル?, Pazuru Boburu), conosciuto in Nord America e qualche volta in Europa come Bust-a-Move, è un videogioco rompicapo arcade creato dalla Taito nel 1994. Ha per protagonisti i personaggi di Bubble Bobble e diede inizio a una lunga serie di seguiti e imitazioni, sia arcade che per il mercato casalingo (vedere il paragrafo dedicato).
La scheda logica della versione ufficiale da sala giochi rispetta lo standard della piedinatura jamma.

## . Modalità di gioco
In cima all'area di gioco rettangolare, si trovano alcune bolle di vari colori preimpostate in un modo particolare all'inizio del livello (l'originale ne comprende trenta). In basso si trova un cannone fermo, la cui rotazione è controllata dal giocatore, che spara tali bolle in modo semicasuale in linea retta. Quando viene sparata, essa viaggia in linea retta, possibilmente facendola rimbalzare contro i muri, prima che una o anche più tocchino la linea immaginaria all'altezza del cannone.
Se una bolla viene a contatto con un'altra dello stesso colore, formando un gruppo di tre o più, questo gruppo verrà fatto "scoppiare" e sarà rimosso dal campo, facendo cadere anche le altre sottostanti che si ancoravano ad esso. Questo aspetto è molto importante per realizzare degli alti punteggi, dato che la prima bolla fatta cadere (e non scoppiare) dà 20 punti, la seconda 40, la terza 80 e così via fino ad un massimo di 1310720 come bonus.
Per rendere Puzzle Bobble più difficile, con il suo procedere, il tetto in cima al livello e le bolle sottostanti scenderanno con il passare dei lanci. Questo impone un tempo limite, in modo che il giocatore le rimuova tutte prima che arrivino a toccare la linea immaginaria in basso.
Sono presenti animazioni in stile giapponese; chi guida il cannone sono i draghetti antropomorfi di Bubble Bobble (Bub e Bob) e, dentro le bolle colorate, sono rinchiusi alcuni dei nemici presenti nella sua serie principale.
Uno o due giocatori possono giocare. In modalità singola ("1 Player") l'obiettivo è semplicemente quello di eliminare tutte le bolle un quadro dopo l'altro, mentre in quella competitiva ("2 Players") si gioca l'uno contro l'altro o contro il computer: ciascuno ha un suo campo di gioco (entrambi visibili su schermo diviso) ed una stessa combinazione di esse. Quando uno dei due ne elimina un gran numero dello stesso colore (quattro o più) alcune vanno ad occupare quello dell'avversario.
Si segnala infine che nella modalità competitiva, in mezzo ai due campi si trova Chack'n, il protagonista di Chack'n Pop, un vecchio videogioco della Taito risalente al 1983: lui esulta quando uno dei due fa un bel tiro e fa cadere molte bolle.

## Accoglienza
In Giappone, la rivista Game Machine elencò Puzzle Bobble nel numero del 15 febbraio 1995 come la seconda unità arcade di maggior successo del mese. Divenne il secondo software per circuito stampato (PCB) con il fatturato più alto nel paese nel 1995, subito dopo Virtua Fighter 2. In Nord America, RePlay nel numero di febbraio 1995 lo classificò come il quarto gioco più popolare dell'epoca.
Recensendo la versione per SNES, Mike Weigand di Electronic Gaming Monthly l'ha definita "un puzzle game estremamente divertente e incredibilmente avvincente". Ha considerato la modalità a due giocatori il punto forte, ma ha anche affermato che la modalità a giocatore singolo offre una solida sfida. GamePro ha dato una recensione generalmente negativa, affermando che all'inizio è divertente ma che alla fine manca di complessità e longevità. Hanno spiegato che nella modalità a giocatore singolo tutti i livelli sembrano uguali e che le partite a due giocatori finiscono troppo in fretta per creare un po' di entusiasmo. Hanno anche criticato la mancanza di effetti 3D nella grafica. Next Generation ha recensito la versione per SNES del gioco e l'ha definita "assolutamente avvincente".

## Serie

### Originale arcade
- Puzzle Bobble 2 (1995)
  - Puzzle Bobble 2X (1995)
- Puzzle Bobble 3 (1996)
- Puzzle Bobble 4 (1998)
- Super Puzzle Bobble (1999)

#### Titoli non relazionati
- Puzzle de Pon![7][8] (1995)
  - Puzzle de Pon! R (1997)
- Psychic Force Puzzle War (1997)
- Azumanga-Daioh Puzzle Bobble (2002)

### Versioni casalinghe
- Puzzle Bobble Mini (1999)
- Super Puzzle Bobble (2000)
- Puzzle Bobble Millennium (2000)
- Super Puzzle Bobble 2 (2002)
- Puzzle Bobble VS (2003)
- Ultra Puzzle Bobble (2005)
  - Ultra Puzzle Bobble Pocket (2006)
- Hippatte!! Puzzle Bobble (2005)
- Bust-a-Move Bash! (2007)
- Space Puzzle Bobble (2008)
- Puzzle Bobble Plus! (2009)
- Puzzle Bobble Live! (2009)
- New Puzzle Bobble (2011)
- Tobidasu! Puzzle Bobble 3D (2011)
- Bust-a-Move Islands (2013)
  - Puzzle Bobble Journey (2017)
- Bubblen March (2014)
- Touhou Spell Bubble (2020)
- Puzzle Bobble VR: Vacation Odyssey (2021)
- Puzzle Bobble Everybubble! (2023)

## Versione inedita in America
Sei mesi prima che Puzzle Bobble uscisse per il Neo Geo, Taito rilasciò Puzzle Bobble per la loro scheda, B-System. Nonostante tale versione fu rilasciata solo in Giappone, Taito off America (succursale della Taito) aveva localizzato il gioco cambiandogli il nome da Puzzle Bobble in Bubble Buster. Non solo il nome fu cambiato, ma durante la localizzazione il gioco subì dei cambiamenti drastici: ogni riferimento a Bubble Bobble al suo interno venne rimosso, la musica fu completamente cambiata (e successivamente arrangiata e riutilizzata in Bust-A-Move Again) e, per chi finiva il gioco, venne introdotto un contest dove si poteva vincere una T-Shirt se risolto un indovinello. Nonostante la localizzazione fatta, questa versione non fu mai distribuita nelle sale giochi statunitensi.